# Nānākuli
Nānākuli est une census-designated place du district de Waiʻanae, sur l'île d'Oʻahu, rattachée au comté d'Honolulu, dans l'État américain d'Hawaï. Au recensement de 2010, Nānākuli compte 12 666 habitants.
L'expression hawaïenne nānā kuli signifie littéralement « regarder le genou ».

## Géographie
Nānākuli se situe à l'extrémité sud de la montagne Waiʻanae. Bien que la majorité des habitants résident dans la vallée, l'accès à Nānākuli s'effectue depuis la Farrington Highway (en), qui longe la côte entre Lualualei au nord-ouest et Kahe puis Kapolei au sud-est.
D'après le Bureau du recensement des États-Unis, la census-designated place de Nānākuli s'étend sur 17,0 km2, dont 7,7 km2 de terre et 9,3 km2 d'eau. 54,48 % du territoire de Nānākuli sont recouverts d'eau.

## Démographie
| Groupe            | Nanakuli | Hawaï | États-Unis |
| ----------------- | -------- | ----- | ---------- |
| Métis             | 43,0     | 23,6  | 2,9        |
| Océaniens         | 41,6     | 10,0  | 0,2        |
| Asiatiques        | 9,2      | 38,6  | 4,8        |
| Blancs            | 4,8      | 24,7  | 72,4       |
| Afro-Américains   | 0,8      | 1,6   | 12,6       |
| Autres            | 0,5      | 1,3   | 6,2        |
| Amérindiens       | 0,2      | 0,3   | 0,9        |
| Total             | 100      | 100   | 100        |
|                   |          |       |            |
| Latino-Américains | 11,8     | 8,9   | 16,7       |

Selon l'American Community Survey pour la période 2011-2015, 83,07 % de la population âgée de plus de 5 ans déclare parler l'anglais à la maison, 12,61 % une langue polynésienne, 2,42 % le tagalog, 0,58 % le japonais, 0,53 % l'espagnol et 0,78 % une autre langue.
| 2000  | 2010   | - | - | - | - |
| ----- | ------ | - | - | - | - |
| 9 515 | 12 666 | - | - | - | - |

## Éducation
Les écoles publiques de Nānākuli sont gérées par le Département de l'Éducation d'Hawaï (en). La CDP comprend deux écoles élémentaires, Nanakuli et Nanaikapono, ainsi que la Nanakuli High and Intermediate School (en), une école secondaire.

## Résidents notables
- Radasha Ho'ohuli, mannequin, Miss Hawaï USA 2006[9]
- Raymond Kāne (en), musicien traditionnel hawaïen